# Kerkpad Noordzijde 41
De voormalige boerderij Kerkpad NZ 41, is een gemeentelijk monument in Soest in de provincie Utrecht.
De langhuisboerderij staat op de plek van een voorganger uit de 18e eeuw en werd rond 1875 gebouwd met de voorgevel naar het Kerkpad en de achterzijde richting de Lange Brinkweg.
Het afgewolfde rieten dak van het schilddak staat haaks op de weg. De boerderij heeft een kruk aan de rechterzijde van de asymmetrische voorgevel.
De achtergevel is voorzien van afgeronde hoeken, met een baander in het midden.